# Siebensachen
Siebensachen sind Habseligkeiten in geringer Zahl, ein überschaubarer Besitz oder Hausrat, der an einem bestimmten Platz oder als Gepäck mehr oder weniger unordentlich beisammenliegt. In der Redensart seine Siebensachen packen wird der Begriff seit dem 17. Jahrhundert verwendet. Er spielt darauf an, dass wenige Besitztümer schnell zusammengepackt oder zusammengerafft werden können, um „abzureisen, auszuziehen oder eilig zu verschwinden.“ Die Wendung Pack deine Siebensachen ist entsprechend als Rauswurf zu verstehen. 
Dass der Sieben neben einer Reihe symbolischer und mystischer Bedeutungen im Europa der Neuzeit auch der Hinweis auf eine Überschaubarkeit zugeschrieben wird, geht auf den österreichischen Priester Arnold zurück, der in der ersten Hälfte des 12. Jahrhunderts die Dichtung Von der Siebenzahl verfasste. Von den Gaben des Heiligen Geistes ausgehend, übertrug er die sieben Charismen – Weisheit, Einsicht, Rat, Stärke, Erkenntnis, Frömmigkeit und Gottesfurcht – ohne erkennbare Ordnung auf andere Prinzipien, wie die sieben Bitten des Vaterunsers, sieben Siegel der Apokalypse, die sieben Sterne oder die jeweils sieben Tage der vier Mondphasen.
Eine Entsprechung finden die Siebensachen in bairisch-österreichischen Dialekten. Sieben Zwetschen bzw. Sieben Zwetschken bezeichnete im Euphemismus die Geschlechtsteile oder auch den Geschlechtsverkehr. Das Hüllwort entwickelte sich weiter zur Sache, sowohl im Gebrauch für den Gegenstand wie für den Akt.
Mit dem Ausdruck Backbeermus werden die Siebensachen in der niederdeutschen Sprache bezeichnet, wobei Backberen das Wort für Dörrbirnen oder allgemeiner für Trockenobst respektive Backobst ist. Durcheinandergebracht oder -gekocht ergibt das Mischobst Mus. In Redewendungen heißt es: „Pack dien Backbeermus tosom!“ oder „Sai smiet jümehr Backberen tusomen un heiraadt.“
Entsprechungen finden sich auch im Niederländischen: zijn biezen pakken, im Englischen: to pack up one's traps und Französischen emballer son saint-frusquin.